# Pelagodes maipoensis
Pelagodes maipoensis là một loài bướm đêm thuộc họ Geometridae. Nó là loài duy nhất được tìm thấy ở Mai Po Nature Reserve và the Honk Kong Wetland Park.